# Casa Museo Carlos Pellicer Cámara
La Casa Museo de Carlos Pellicer Cámara es la casa en donde nació el gran poeta tabasqueño Carlos Pellicer Cámara, llamado también "el poeta de América", y es considerado como la "voz más alta" de la poesía mexicana del siglo XX. La Casa Museo, se localiza en el Centro histórico de la ciudad de Villahermosa, Tabasco, México, y el museo fue inaugurado el 11 de junio de 1985.

## El edificio
El museo se localiza en una casa típica tabasqueña, construida en el siglo XIX,de una sola planta, con puertas y ventanas de madera de cedro y techo a dos aguas recubierto de teja de barro francesa. Su fachada es sencilla y solo cuenta a manera de adornos con dos marcos de mampostería que rodean la puerta y la única ventana que posee la casa.

## El museo
La casa museo posee en su interior 4 salas las cuales representan cada 20 años de la vida del poeta tabasqueño. 
El museo muestra una colección de 1559 objetos que formaron parte de la vida diaria del artista. El pequeño museo muestra la sobriedad que caracterizó a Pellicer e incluye muebles, ropa, retratos, camas, tinteros, etc. Entre lo más destacado está el vestido de novia de la madre del poeta, los retratos hechos a Pellicer por varios artistas reconocidos y la reproducción de la habitación que ocupó desde 1952 y hasta su muerte en 1977, y que estuvo ubicada en el antiguo Museo de Tabasco, hoy rebautizado con el nombre de Museo Regional de Antropología Carlos Pellicer Cámara.

## Carlos Pellicer
La obra poética de Carlos Pellicer Cámara se caracteriza por su gran sensibilidad y contenido humano, además de una gran capacidad para describir el paisaje y la actividad cotidiana.
Además de ser un gran poeta y escritor, Pellicer fue un excelente museógrafo. Organizó un total de ocho museos en todo el país, el que recorrió a todo lo ancho y largo. Dentro de los museos que organizó destacan: el Parque Museo La Venta, el cual planeó y diseñó personalmente, logrando a través de grandes esfuerzos, el traslado de las piezas olmecas localizadas en La Venta, hacia su nueva morada en Villahermosa, esto para salvarlas de la destrucción. Otros museos organizados por el poeta son el Museo Frida Kahlo y el Museo Diego Rivera Anahuacalli.
Carlos Pellicer murió, repentinamente un mes después de cumplir 80 años el 16 de febrero de 1977, siendo Senador por el estado de Tabasco. En marzo de ese mismo año, sus restos fueron trasladados a la Rotonda de las Personas Ilustres en la Ciudad de México.

## Actividades y servicios
Dentro de las principales actividades que ofrece el museo, están la organización de exposiciones temporales, presentación de tema, poemas y pieza del mes, así como los círculos de lectura de la obra del poeta tabasqueño.
Los principales servicios con que cuenta el pequeño museo, están las visitas guiadas, venta de publicaciones y sala de lectura.
El museo abre en un horario de martes a domingo de 9:00 a 17:00 y la entrada es gratuita.

## Ubicación
La Casa Museo de Carlos Pelicer Cámara, se localiza en la calle Narciso Sáenz 203, en la llamada "Zona Luz" en el Centro histórico de Villahermosa, Tabasco.